# IC 1160
IC 1160 — галактика типу SB0-a (компактна витягнута галактика) у сузір'ї Змія.
Цей об'єкт міститься в оригінальній редакції індексного каталогу.